# Лерой Сане
Лерой Сане (френско произношение [ləʁwa sane], германско произношение [ˈliːʁɔʏ zaˈneː]; изписва се и като Лерой Зане) е германски професионален футболист, който играе като атакуващ полузащитник за Галатасарай и националния отбор по футбол на Германия.
Сане започва кариерата си в Шалке 04 през 2014 г., а през 2016 г. е привлечен в състава на Манчестър Сити за първоначална сума от 37 млн. паунда. 
Избран е за ПФА Млад играч на годината през сезон 2017–18, след като заедно с Манчестър Сити печели Английската висша лига и Купата на Футболната лига.
Дебютира за германския национален отбор по футбол през 2015 г., с който достига полуфиналите на Европейското първенство през 2016 г.

## Постижения
Манчестър Сити
- Английска висша лига: 2017–18, 2018–19
- ФА Къп: 2018–19
- Купа на Футболната лига: 2017–18, 2018–19
- Къмюнити Шийлд: 2018